# Лангсдорф, Григорий Иванович
Георг Генрих фон Ла́нгсдорф, на русский манер Григо́рий Ива́нович Ла́нгсдорф (нем. Georg Heinrich von Langsdorff; 18 апреля 1774, Вёлльштайн — 29 июня 1852, Фрайбург) — немецко-российский исследователь, натуралист и этнограф, иностранный член-корреспондент (с 1803) и экстраординарный академик (с 1812) Петербургской академии наук.

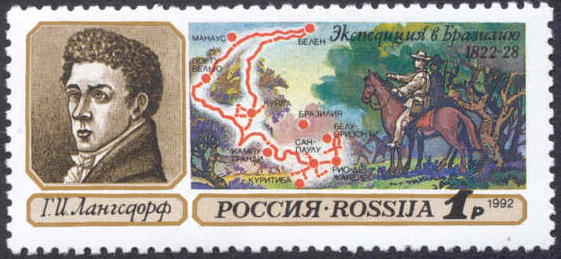
Почтовая марка России из серии «Географические открытия», выпущенная 23 июня 1992 года, с портретом Г. И. Лангсдорфа и маршрутом экспедиции по Бразильскому плоскогорью

## Биография
Немец по происхождению. Учился на медицинском факультете в Гёттингенском университете; в 1797 году защитил докторскую диссертацию «Commentatio med.-obstet. sistens phantasmatum sive machinarum ad artis obstetriciae exercitia facientium vulgo Fantomat dictarum brevem historiam».
В 1803—1806 годах участвовал в первой русской кругосветной экспедиции на шлюпе «Надежда» под командованием И. Ф. Крузенштерна; завершил кругосветное путешествие в 1807 году, приехав в Петербург через Сибирь из Охотска.
С 1808 года — адъюнкт-профессор ботаники в Санкт-Петербургской Академии наук; с 1810 года — экстраординарный академик зоологии.

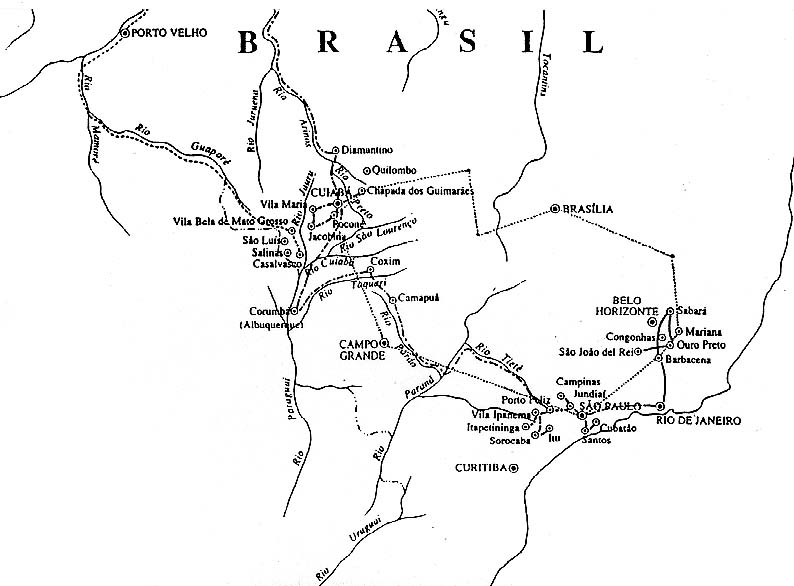
Маршрут экспедиции Лангсдорфа

В 1812 году был назначен русским консулом в Рио-де-Жанейро (Бразилия). В 1821—1828 возглавлял русскую экспедицию во внутренние районы Бразилии, изучавшую природу и коренное население страны; собрал большие коллекции по зоологии и ботанике. В экспедиции участвовали художники Йоганн Мориц Ругендас, Эркюль Флоранс и Адриан Тоней, а также будущий изобретатель велосипеда Карл Дрез. Важное значение имеют материалы экспедиции о культуре и языках индейцев Бразилии (гуана, апиака, бороро и др.). Из-за трудностей сборы геологических и биологически образцов были затруднительны, поэтому основные результаты экспедиции состояли в географических и этнологических наблюдениях и исследованиях. Материалы экспедиции длительное время хранились в Санкт-Петербургской императорской академии и были вновь открыты исследователями лишь в 1930 году.

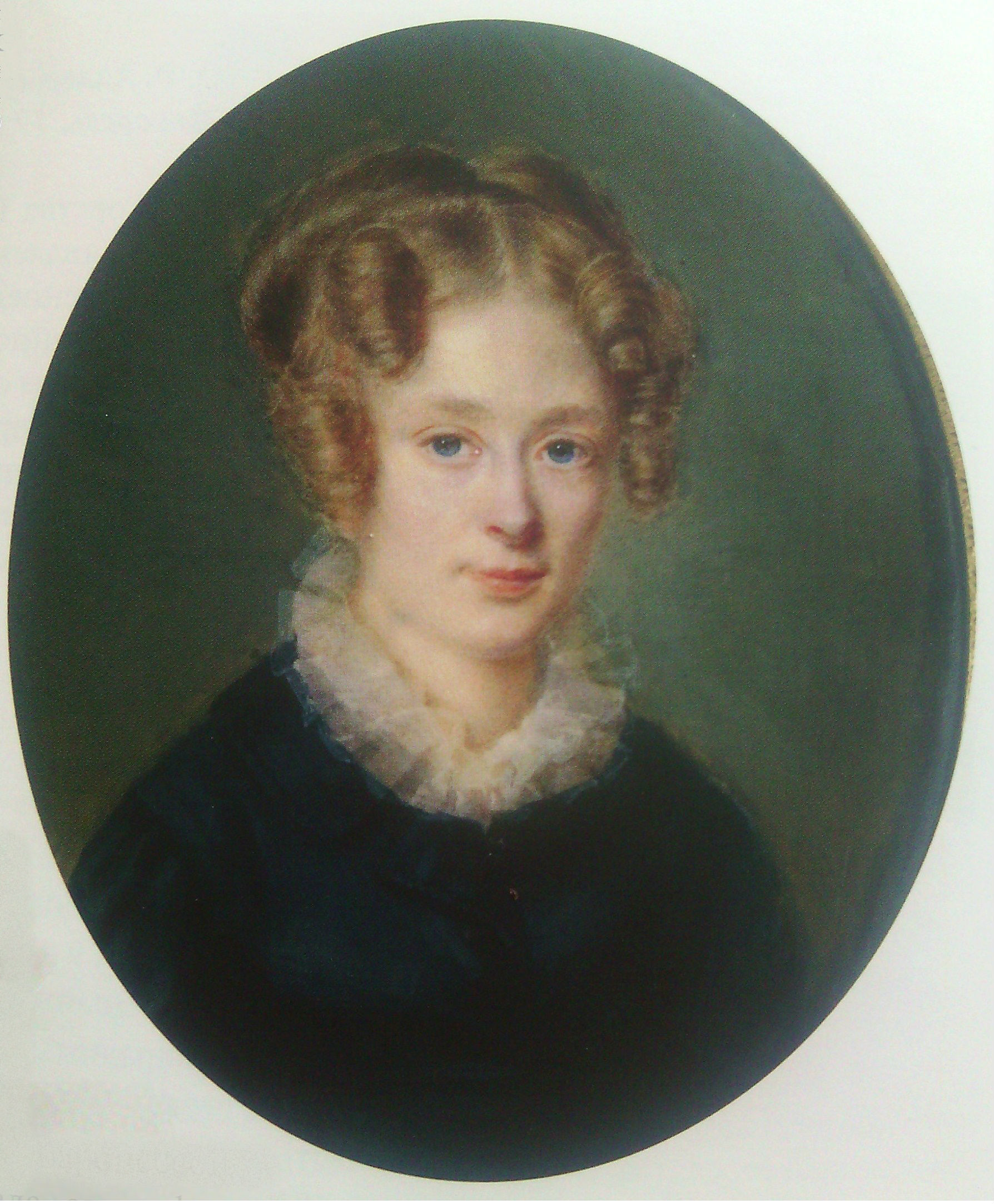
Фредерика Фёдоровна (1821)

Был женат на Фредерике Фёдоровне (Фредерика Луиза) Шуберт (1791—1842), дочери академика Ф. И. Шуберта и сестре известного учёного и генерала Ф. Ф. Шуберта. Вскоре после экспедиции вернулся в Европу. Умер в Германии, во Фрайбурге, от тифа, 26 июня 1852 г.

## Рекомендуемая литература
- Дневник русской комплексной академической экспедиции в Бразилию в 1824—1826 гг. под началом академика Г. И. Лангсдорфа / Отв. ред. С. Р. Микулинский. — М.: Наука, 1995. — 280 с. — (Научное наследство. Т. 23). — ISBN 5-02-003871-7.
- Российский академик Г. И. Лангсдорф и его путешествия в Бразилию (1803—1829) / под общ. ред. Е. Ю. Басаргиной. — СПб.: Нестор-История, 2016.
- Комиссаров Б. Н. Архив экспедиции Г. И. Лангсдорфа в Бразилию (1821—1829) // От Аляски до Огненной земли: История и этнография стран Америки. — М.: Наука, 1967. — С. 275-285. — 372 с.
- Комиссаров Б. Н. Г. И. Лангсдорф и Русская Америка // Русское открытие Америки. — М.: Российская политическая энциклопедия, 2002. — С. 377-387. — 496 с. — 1000 экз. — ISBN 5-8243-0271-5.